# Simbolizem (umetnost)
Simbolizem je bilo umetniško gibanje francoskega in belgijskega izvora v poznem 19. stoletju v poeziji in drugih umetnostih, ki je želelo simbolično predstaviti absolutne resnice skozi jezik in metaforične podobe, predvsem kot odziv proti naturalizmu in realizmu.
V literaturi slog izvira iz leta 1857, ko je Charles Baudelaire objavil Les Fleurs du mal. Dela Edgarja Allana Poeja, ki ga je Baudelaire zelo občudoval in ga je prevedel v francoščino, so imela pomemben vpliv in vir številnih temeljnih tropov in podob. Estetiko sta v 1860-ih in 1870-ih razvila Stéphane Mallarmé in Paul Verlaine. V 1880-ih je bila estetika artikulirana z vrsto manifestov in je pritegnila generacijo pisateljev. Izraz simbolist je prvi uporabil kritik Jean Moréas, ki je izumil izraz, da bi razlikoval simboliste od sorodnih dekadentov literature in umetnosti.

## Etimologija
Izraz simbolizem izhaja iz besede simbol, ki izhaja iz latinskega symbolum, simbol vere, in symbolus, znak prepoznavanja, nato pa iz klasične grške σύμβολον symbolon, predmeta, prerezanega na pol, ki predstavlja znak prepoznavanja, ko so prenašalci lahko ponovno sestavili obe polovici. V stari Grčiji je bil simbolon drobec lončenine, ki je bil vpisan in nato razlomljen na dva dela, ki sta bila dana veleposlanikoma iz dveh zavezniških mestnih držav kot zapis o zavezništvu.

## Predhodniki in izvori
Simbolizem je bil v veliki meri reakcija proti naturalizmu in realizmu, protiidealističnim slogom, ki sta poskušala predstaviti resničnost v njeni grobi posebnosti in povzdigniti skromno in običajno nad idealom. Simbolizem je bil reakcija v korist duhovnosti, domišljije in sanj. Nekateri pisci, kot je Joris-Karl Huysmans, so začeli kot naravoslovci, preden so postali simbolisti; za Huysmansa je ta sprememba predstavljala njegovo vse večje zanimanje za vero in duhovnost. Nekatere značilne teme dekadentov predstavljajo naturalistično zanimanje za spolnost in tabu teme, vendar se je v njihovem primeru to mešalo z byronsko romantiko in naveličanostjo sveta, značilno za obdobje Fin-de-siècle.
Simbolistični pesniki imajo bolj zapleten odnos s parnasovstvom, francoskim literarnim slogom, ki je bil neposredno pred njim. Čeprav je bil pod vplivom hermetizma, ki je dopuščal svobodnejšo verzifikacijo in zavračal parnasovsko jasnost in objektivnost, je ohranil parnasovsko ljubezen do besedne igre in skrb za glasbene kvalitete verza. Simbolisti so še naprej občudovali moto Théophila Gautierja »umetnost zaradi umetnosti« in obdržali – in spremenili – parnasovsko razpoloženje ironične odmaknjenosti. Številni simbolistični pesniki, vključno s Stéphanom Mallarméjem in Paulom Verlainom, so zgodnja dela objavili v Le Parnasse contemporain, pesniški antologiji, po kateri je parnasovstvo dobilo ime. Toda Arthur Rimbaud se je javno norčeval iz uglednih parnasovcev in objavil skatološke parodije nekaterih njihovih glavnih avtorjev, vključno s Françoisom Coppéejem – napačno pripisanega samemu Coppéeju – v L'Album zutique.
Eden najbolj barvitih promotorjev simbolizma v Parizu je bil umetnostni in literarni kritik (in okultist) Joséphin Péladan, ki je ustanovil Salon de la Rose + Croix. Salon je gostil serijo šestih predstavitev avantgardne umetnosti, pisanja in glasbe v 1890-ih, da bi ponudil predstavitveni prostor umetnikom, ki v svojih delih sprejemajo spiritualizem, mistiko in idealizem. S Salonom je bilo povezanih več simbolistov.

## Gibanje

### Simbolistični manifest
Jean Moréas je 18. septembra 1886 objavil Simbolistični manifest (Le Symbolisme) v Le Figaro. Simbolistični manifest imenuje Charlesa Baudelaira, Stéphana Mallarméja in Paula Verlaina kot tri vodilne pesnike gibanja. Moreas je napovedal, da je simbolizem sovražen do »preprostih pomenov, deklamacij, lažne sentimentalnosti in stvarnega opisa« in da je njegov cilj namesto tega »obleči ideal v zaznavno obliko«, katere »cilj ni bil sam po sebi, ampak edini namen je bil izraziti ideal«.
Dejansko obstaja umetnost, tabele narave, dejanja človeških bitij, katerih fizične manifestacije se manifestirajo z eux-memi; to so razlogi, zakaj so navideznosti dovolj senzibilne, da predstavljajo svoje afinitete na podlagi idej primordiales.
(Tako v tem umetniškem gibanju reprezentacije narave, človeških dejavnosti in vseh dogodkov v resničnem življenju ne stojijo same po sebi; so precej prikriti odsevi čutov, ki skozi svoje ezoterične povezave kažejo na arhetipske pomene.)
Na kratko, kot je zapisal Mallarmé v pismu svojemu prijatelju Henriju Cazalisu, »upodobiti ne stvari, ampak učinek, ki ga povzroči«.
Leta 1891 je Mallarmé definiral simbolizem takole: »Imenovati predmet pomeni zatreti tri četrtine užitka pesmi, ki je sestavljen iz užitka ugibanja po malem; sugerirati je, to so sanje. To je popolna uporaba te skrivnosti, ki sestavlja simbol: postopoma priklicati predmet, da bi razkrili stanje duše ali, obratno, izbrati predmet in iz njega identificirati stanje duše, z nizom operacij dešifriranja. .. V poeziji mora biti vedno enigma.«
Michael in Erika Metzger sta med opisovanjem prijateljstva med francoskima simbolistoma Paulom Verlainom in Stéphanom Mallarméjem ter mladim in ambicioznim nemškim simbolističnim pesnikom Stefanom Georgeom, ki je kljubovalo vsesplošnemu protinemškemu čustvu in revanšizmu Belle Époque, pred prvo svetovno vojno zapisala: »Za simboliste je bilo prizadevanje za »umetnost zaradi umetnosti« zelo resna – skoraj sveta – funkcija, saj je lepota sama po sebi pomenila višji pomen onkraj nje same. V svojem končnem višjem stremljenju so Francozi simbolisti niso daleč od platonskih idealov dobrega, resničnega in lepega in ta idealistični vidik je bil nedvomno tisto, kar je Georgea pritegnilo veliko bolj kot esteticizem, bohemizem in navidezni nihilizem, tako pogosto površno povezan s to skupino.«

### Tehnika
Simbolistični pesniki so želeli osvoboditi tehnike verzifikacije, da bi omogočili več prostora za fluidnost in kot taki so bili naklonjeni težnji k svobodnemu verzu, kot je očitno v pesmih Gustava Kahna in Ezre Pounda. Simbolistične pesmi so bile poskusi evociranja, ne pa predvsem opisovanja; simbolne podobe so bile uporabljene za označevanje stanja pesnikove duše. T. S. Eliot je bil pod vplivom pesnikov Julesa Laforgueja, Paula Valéryja in Arthurja Rimbauda, ki so uporabljali tehnike simbolistične šole, čeprav je bilo tudi rečeno, da je bil imagizem slog, ki sta ga sprejela tako Pound kot Eliot se je naročil. Sinestezija je bila cenjena izkušnja; pesniki so poskušali identificirati in zamešati ločene čute za vonj, zvok in barvo. V Baudelairovi pesmi Correspondences (ki omenja forêts de symboles ('gozdovi simbolov' in velja za preizkusni kamen francoskega simbolizma).

### Filozofija
Schopenhauerjeva estetika je predstavljala skupne pomisleke s simbolističnim programom; oba sta se nagibala k temu, da je umetnost obravnavala kot kontemplativno zatočišče pred svetom sporov in volje. Kot rezultat te želje po umetniškem zatočišču so simbolisti uporabili značilne teme mistike in onostranstva, izostren občutek smrtnosti in občutek škodljive moči spolnosti, ki jo je Albert Samain označil za »sad smrti na drevesu življenje.« Mallarméjeva pesem Les fenêtres jasno izraža vse te teme.

### Simbolisti in dekadentje
Simbolistični slog so pogosto zamenjevali z dekadentnim gibanjem, ime, ki izhaja iz francoskih literarnih kritikov v 1880-ih, kar kaže na to, da so bili pisci samovšečni in obsedeni s tabu temami. Medtem ko je nekaj piscev sprejelo ta izraz, se ga je večina izogibala. Manifest Jeana Moréasa je bil v veliki meri odgovor na to polemiko. Do poznih 1880-ih sta bila izraza simbolizem in dekadenca razumljena kot skoraj sinonima. Čeprav se lahko estetika slogov na nek način šteje za podobno, ostajata različna. Simbolisti so bili tisti umetniki, ki so poudarjali sanje in ideale; dekadenti so gojili précieux, okrašene ali hermetične sloge in morbidne teme. Tema dekadence Rimskega cesarstva je bila pogost vir literarnih podob in se pojavlja v delih mnogih pesnikov tistega obdobja, ne glede na to, katero ime so izbrali za svoj slog, na primer v Verlainovem Langueurju.

## V drugih medijih

### Vizualne umetnosti
Simbolizem v literaturi se razlikuje od simbolizma v umetnosti, čeprav sta si bila v mnogih pogledih podobna. V slikarstvu lahko simbolizem razumemo kot oživitev nekaterih mističnih teženj v romantični tradiciji in je bil blizu samozavestno morbidnemu in zasebnemu dekadentnemu gibanju.
Obstajalo je več precej različnih skupin simbolističnih slikarjev in vizualnih umetnikov, med katerimi so Paul Gauguin, Gustave Moreau, Gustav Klimt, Mikalojus Konstantinas Čiurlionis, Jacek Malczewski, Odilon Redon, Pierre Puvis de Chavannes, Henri Fantin-Latour, Gaston Bussière, Edvard Munch, Fernand Khnopff, Félicien Rops in Jan Toorop. Simbolizem v slikarstvu je bil geografsko še bolj razširjen kot simbolizem v poeziji in je vplival na Mihaila Vrubla, Nikolaja Roeriha, Viktorja Borisova-Musatova, Martirosa Sarijana, Mihaila Nesterova, Léona Baksta, Eleno Gorohovo v Rusiji, pa tudi na Frido Kahlo v Mehiki, Elihu Vedder, Remedios Varo, Morris Graves in David Chetlahe Paladina v Združenih državah Amerike. Auguste Rodin včasih velja za simbolističnega kiparja.
Simbolistični slikarji so uporabljali mitološke in sanjske podobe. Simboli, ki jih uporablja simbolizem, niso znani emblemi mainstream ikonografije, temveč močno osebne, zasebne, nejasne in dvoumne reference. Simbolizem v slikarstvu, ki je bolj filozofija kot dejanski slog umetnosti, je vplival na sodobni slog Art nouveau in Les Nabis.

### Glasba
Simbolizem je nekoliko vplival tudi na glasbo. Številni simbolistični pisci in kritiki so bili zgodnji navdušenci nad glasbo Richarda Wagnerja, navdušenega bralca Schopenhauerja.
Simbolistična estetika je vplivala na dela Clauda Debussyja. Njegov izbor libretov, besedil in tem izhaja skoraj izključno iz simbolističnega kanona. Skladbe, kot so njegove uglasbitve Cinq poèmes de Charlesa Baudelaira, različne umetniške pesmi na Verlainove pesmi, opera Pelléas et Mélisande z libretom Mauricea Maeterlincka in njegove nedokončane skice, ki ilustrirajo dve Poejevi zgodbi, Hudič v zvoniku in Padec iz hiše Usher, vse kaže, da so na Debussyja močno vplivale simbolistične teme in okusi. Njegovo najbolj znano delo, Prélude à l'après-midi d'un faune (Favnovo popoldne), je navdihnila Mallarméjeva pesem L'après-midi d'un faune.
Simbolistična estetika je vplivala tudi na kompozicije Aleksandra Skrjabina. Pierrot Lunaire Arnolda Schoenberga črpa besedilo iz nemških prevodov simbolističnih pesmi Alberta Girauda, kar kaže na povezavo med nemškim ekspresionizmom in simbolizmom. Opera Salomé Richarda Straussa iz leta 1905, ki temelji na drami Oscarja Wilda, uporablja temo, ki jo pogosto upodabljajo simbolistični umetniki.

### Prozno leposlovje
Simbolistični slog statičnosti in hieratike se je manj dobro prilagajal pripovedni fikciji kot poeziji. Roman Joris-Karl Huysmans À rebours iz leta 1884 (angleški naslov: Against Nature or Against the Grain) je raziskoval številne teme, ki so postale povezane s simbolistično estetiko. Ta roman, v katerem se zgodi zelo malo, katalogizira psihologijo Des Esseintesa, ekscentričnega, samotarskega antijunaka. Oscar Wilde je bil pod vplivom romana, ko je napisal Salome, in Huysmanova knjiga se pojavi v Podobi Doriana Graya: naslovni lik se po branju knjige pokvari.
Paul Adam je bil najbolj ploden in reprezentativen avtor simbolističnih romanov. Les Demoiselles Goubert (1886), ki ga je napisal skupaj z Jeanom Moréasom, je pomembno prehodno delo med naturalizmom in simbolizmom. Malo simbolistov je uporabljalo to obliko. Ena izjema je bil Gustave Kahn, ki je leta 1896 izdal Le Roi fou. Leta 1892 je Georges Rodenbach napisal kratki roman Bruges-la-morte, ki se dogaja v flamskem mestu Brugge, ki ga je Rodenbach opisal kot umirajoče srednjeveško mesto žalovanja in tišine. kontemplacija: v tipično simbolistični jukstapoziciji mrtvo mesto nasprotuje diaboličnemu ponovnemu prebujanju spolne želje. Cinična, mizantropska, mizogina fikcija Julesa Barbeyja d'Aurevillyja se včasih šteje tudi za simbolistično. Gabriele d'Annunzio je svoje prve romane napisal v simbolistični maniri.

### Gledališče
Zaradi značilnega poudarka na notranjem življenju sanj in fantazij je simbolistično gledališče težko združljivo z novejšimi trendi. Drama Augusta Villiersa de l'Isle-Adamovega Axël (rev. izd. 1890) je dokončna simbolistična igra. V njej se dva rozenkrojcerska aristokrata zaljubita drug v drugega, medtem ko se skušata ubiti, nato pa se strinjata, da bosta skupaj naredila samomor, ker nič v življenju ni enakovredno njunim fantazijam. Iz te igre je Edmund Wilson prevzel naslov Axelov grad za svojo vplivno študijo simbolističnih literarnih posledic.
Maurice Maeterlinck, tudi simbolistični dramatik, je napisal Slepca (1890), Vsiljivca (1890), Notranjost (1891), Pelléas in Mélisande (1892) in Modro ptico (1908). Eugénio de Castro velja za enega od uvajalcev simbolizma na Iberskem polotoku. Napisal je Belkiss, »dramatično pesem v prozi«, kot jo je sam imenoval, o obsojeni strasti Belkiss, kraljice iz Sabe, do Salomona, ki je v avantgardnem in nasilnem slogu prikazala psihološko napetost ki zelo natančno poustvarja Izrael 10. st. pr. n. št.. Napisal je tudi Kralja Galaorja in Polikratov prstan, saj je bil eden najplodnejših simbolističnih teoretikov.
Lugné-Poe (1869–1940) je bil igralec, režiser in gledališki producent poznega 19. stoletja. Lugné-Poe je »skušal ustvariti enotno nerealistično gledališče poezije in sanj z atmosferično uprizoritvijo in stilizirano igro«. Ko je spoznal simbolistično gledališče, se nikoli ni želel ukvarjati z nobeno drugo obliko. Potem ko je začel kot igralec v Théâtre Libre in Théâtre d'Art, se je Lugné-Poe oprijel simbolističnega gibanja in ustanovil Théâtre de l'Œuvre, kjer je bil direktor od leta 1892 do 1929. Nekateri njegovi največji uspehi vključujejo odprtje lastnega simbolističnega gledališča, ki je ustvaril prvo uprizoritev Ubu Roi Alfreda Jarryja (1896) in francoskim gledališčnikom predstavil dramatike, kot sta Henrik Ibsen in August Strindberg.
Esejist Paul Schmidt je na poznejša dela ruskega dramatika Antona Čehova označil velik vpliv simbolističnega pesimizma. Tako Konstantin Stanislavski kot Vsevolod Meyerhold sta v svojih gledaliških prizadevanjih eksperimentirala s simbolističnimi načini uprizarjanja.
Dramatika simbolističnih avtorjev je bila pomemben del repertoarja Théâtre de l'Œuvre in Théâtre d'Art.